# Minuteman
 For alternative betydninger, se Minuteman (flertydig). (Se også artikler, som begynder med Minuteman)
Minuteman var en betegnelse, som medlemmer af Den Amerikanske Borgermilits fik under Den amerikanske Uafhængighedskrig. Grunden til navnet var, at de var klar til kamp med få minutters varsel.
| Militær | Spire Denne artikel om militær er en spire som bør udbygges. Du er velkommen til at hjælpe Wikipedia ved at udvide den. |